# Matchstalk Men and Matchstalk Cats and Dogs (Lowry's Song)
«Matchstalk Men and Matchstalk Cats and Dogs (Lowry's Song)» es una canción interpretada por el dúo británico de música folk Brian and Michael. Fue publicada el 25 de noviembre de 1977 como el sencillo principal de su primer álbum de estudio The Matchstalk Men.

## Escritura y temática

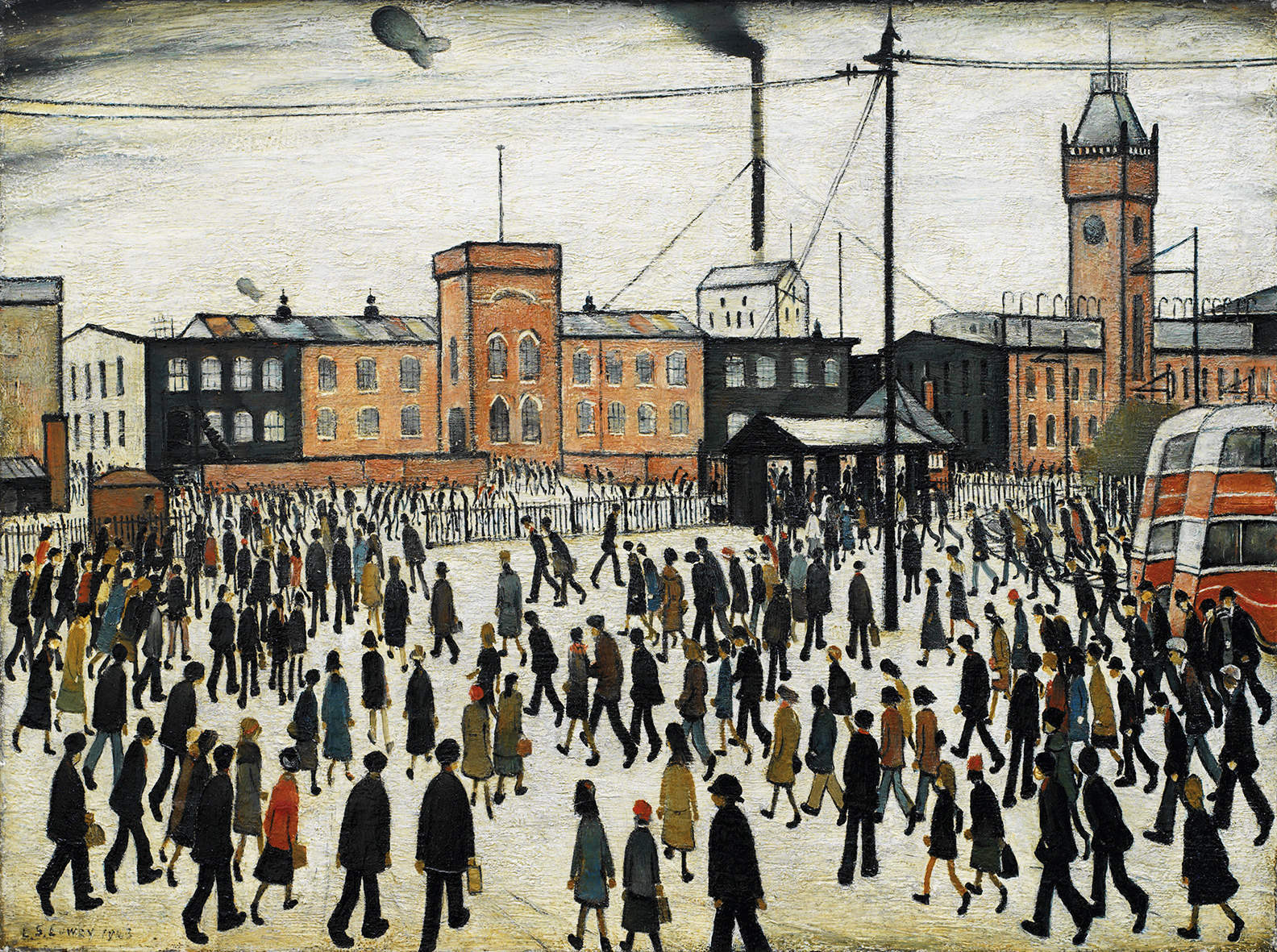
La canción es un homenaje al estilo artístico del artista de Salford L.S. Lowry (Going to Work, 1943)

«Matchstalk Men and Matchstalk Cats and Dogs» fue un homenaje al artista L.S. Lowry, que había muerto en febrero de 1976. El coro hace referencia al estilo de Lowry de pintar figuras humanas, que era similar a los dibujos de figuras de palitos (un “matchstalk” es una cerilla en dialecto mancuniano).
Para la canción, Michael Coleman se basó en sus propios recuerdos de Salford y Ancoats, así como en las pinturas de Lowry. La letra de la canción hace referencia a que las escenas pintadas por Lowry de paisajes industriales sombríos son inicialmente impopulares, y el artista solo encuentra fama en su vida posterior. Según la letra, ahora que las pinturas de Lowry cuelgan en las galerías entre las grandes obras de arte del mundo, son tan veneradas que “incluso la Gioconda hace una reverencia”. La canción también hace referencia a “zuecos chispeantes”; Los zuecos eran un tipo de calzado resistente popular en las zonas industriales pobres del norte de Inglaterra, y cuando se raspaban por las calles empedradas, despedíanchispas eléctricas.

## Posicionamiento
| Gráfica (1978)                 | Pico de posición |
| ------------------------------ | ---------------- |
| Reino Unido (UK Singles Chart) | 1                |

### Gráfica de fin de año
| Gráfica (1978)                 | Pico de posición |
| ------------------------------ | ---------------- |
| Reino Unido (UK Singles Chart) | 8                |

## Certificaciones y ventas
| País              | Certificación | Ventas  |
| ----------------- | ------------- | ------- |
| Reino Unido (BPI) | Oro           | 400,000 |